# Kup europskih prvaka 1986./87. (vaterpolo)
Ovo je dvadeset i četvrto izdanje Kupa europskih prvaka. Spandau je obranio naslov. Još u skupinama ispali su ČH Košice, Crisul Oradea, Posillipo i Glyfada.
Poluzavršnica
- Spandau (Njemačka) - Primorac (Jugoslavija) 7:2, 5:6 (ukupno 12:8)
- Újpest (Mađarska) - Dinamo Moskva (SSSR) 10:7, 8:13 (ukupno 15:23)

Završnica
- Spandau - Dinamo Moskva 10:5, 7:8 (ukupno 17:13)

- sastav Spandaua (treći naslov): Peter Röhle, Thomas Loebb, Piotr Bukowski, Schneider, Armando Fernández, Ehrl, Kison, Reimann, Hagen Stamm, Roland Freund, Grundt, Pollman, Kusch, Priefer